# Beat Meister
Beat Meister (ur. 22 września 1965 w Zurychu) – szwajcarski kolarz szosowy i torowy, brązowy medalista szosowych mistrzostw świata.

## Kariera
Największy sukces w karierze Beat Meister osiągnął w 1993 roku, kiedy wspólnie z Romanem Jekerem, Markusem Kennelem i Rolandem Meierem zdobył brązowy medal w drużynowej jeździe na czas podczas szosowych mistrzostw świata w Oslo. Był to jednak jedyny medal wywalczony przez niego na międzynarodowej imprezie tej rangi. W tej samej konkurencji Szwajcarzy z Meisterem w składzie zajęli też między innymi piąte miejsce na mistrzostwach świata w Agrigento w 1994 roku i siódme na mistrzostwach świata w Chambéry. Siódme miejsce zajął także na igrzyskach olimpijskich w Barcelonie w 1992 roku. W 1995 roku zdobył brązowy medal mistrzostw kraju w indywidualnej jeździe na czas. Startował także na torze, zdobywając między innymi cztery medale mistrzostw Szwajcarii, w tym złoty w drużynowym wyścigu na dochodzenie w 1996 roku.